# Gran Canaria Challenger 2022
Il Gran Canaria Challenger 2022 è stato un torneo maschile di tennis professionistico. È stata la 3ª edizione del torneo, facente parte della categoria Challenger 80 nell'ambito dell'ATP Challenger Tour 2022, con un montepremi di 44 820 €. Si è svolto dal 28 febbraio al 7 marzo 2022 sui campi in terra rossa de El Cortijo Club de Campo di Las Palmas, in Spagna.

## Partecipanti

### Teste di serie
| Nazionalità | Giocatore               | Ranking* | Testa di serie |
| ----------- | ----------------------- | -------- | -------------- |
| Spagna      | Roberto Carballés Baena | 81       | 1              |
| Italia      | Gianluca Mager          | 102      | 2              |
| Slovacchia  | Andrej Martin           | 128      | 3              |
| Italia      | Salvatore Caruso        | 153      | 4              |
| Italia      | Alessandro Giannessi    | 187      | 5              |
| Italia      | Gian Marco Moroni       | 188      | 6              |
| Italia      | Federico Gaio           | 192      | 7              |
| Italia      | Lorenzo Giustino        | 214      | 8              |

* Ranking all'21 febbraio 2022.

### Altri partecipanti
I seguenti giocatori hanno ricevuto una wild card per il tabellone principale:
- Roberto Carballés Baena
- Pol Martín Tiffon
- Pablo Llamas Ruiz

I seguenti giocatori sono passati dalle qualificazioni:
- Johan Nikles
- Pol Toledo Bague
- Oriol Roca Batalla
- Miguel Damas
- Carlos Lopez Montagud
- Matthieu Perchicot

## Punti e montepremi
| Torneo    | Torneo              | V     | F     | SF    | QF    | 2T  | 1T  | Q | Q2  | Q1  |
| Singolare | Punti               | 80    | 48    | 29    | 15    | 7   | 0   | 4 | 2   | 0   |
| Singolare | Premi in denaro (€) | 6 190 | 3 650 | 2 160 | 1 260 | 730 | 450 | – | 225 | 125 |
| Doppio    | Punti               | 80    | 48    | 29    | 15    | –   | 0   | – | –   | –   |
| Doppio    | Premi in denaro (€) | 2 670 | 1 550 | 930   | 550   | –   | 310 | – | –   | –   |

## Campioni

### Singolare
Gianluca Mager ha sconfitto in finale  Roberto Carballés Baena con il punteggio di 7–6(6), 6–2.

### Doppio
Sadio Doumbia /  Fabien Reboul hanno sconfitto in finale  Matteo Arnaldi /  Luciano Darderi con il punteggio di 5–7, 6–4, [10-7].